# Humpty Doo
Humpty Doo ist eine Kleinstadt mit 660 Einwohnern im australischen Bundesterritorium Northern Territory. Die Ortschaft liegt am Arnhem Highway, etwa 40 km östlich von Darwin. Von offizieller Seite wird vermutet, dass der Name der Stadt auf den einer Aboriginessprache entstammenden Begriff Umdidu zurückgehe, welcher „Ruheplatz“ bedeute.

## Geschichte
Humpty Doo war in den 1950er Jahren Schauplatz eines bedeutsamen landwirtschaftlichen Experimentes. Das Unternehmen Territory Rice Ltd pachtete 303.000 Hektar Land, um im Überflutungsgebiet des Adelaide River Reis anzubauen.
Im Jahr 1956 errichtete die australische Luftwaffe dort den „Fogg Dam“, durch den die Wasserversorgung des Anbaugebietes sichergestellt werden sollte. Da sich die Kapazität von 3,4 Mrd. Litern als zu gering erwies, wurde in der Nähe ein weiterer Damm, der „Harrison Dam“ gebaut, der etwa die dreifache Menge an Wasser aufstauen konnte.
Als das Gebiet im Jahr 1959 zum Vogelschutzgebiet erklärt wurde, war das Scheitern des Projektes bereits abzusehen, im Jahr 1962 wurde der Reisanbau dann eingestellt.
Das Projekt schlug aus mehreren Gründen fehl: Es mangelte an Transportkapazitäten für den angebauten Reis, die Wasserversorgung wurde nicht beherrscht, die Finanzierung war nicht gesichert, die Verantwortlichkeiten waren nicht ausreichend zentralisiert und Spaltfußgänse bedienten sich am Saatgut.

## Klima
Die Temperaturen erreichen ihr Maximum im Oktober bis Dezember mit mittleren Höchstwerten von 35,6 °C bzw. 33,8 °C und mittleren Minima von 22,7 °C bzw. 23,9 °C. Im Juli, dem kältesten Monat, werden mittlere Maxima von 31,3 °C und mittlere Minima von 14,9 °C erreicht. Die jährliche Niederschlagsmenge liegt bei durchschnittlich 1401 mm.

## Wirtschaft
Eine bedeutende und durch die Plantagen weithin sichtbare Rolle spielt in Humpty Doo der Anbau von Mangos. In der gesamten Region Darwin wurden in der Saison 2009 10.661 Tonnen im Wert von etwa 28 Mio. AUD geerntet. Legendär ist auch der Darwin-Stubby-Trinkwettbewerb im Humpty Doo Hotel.